# قطعنامه ۲۰۵۵ شورای امنیت
قطعنامهٔ ۲۰۵۵ شورای امنیت سازمان ملل متحد سندی بین‌المللی دربارهٔ منع گسترش سلاح‌های کشتار جمعی است. این قطعنامه طی نشست شورای امنیت سازمان ملل متحد در تاریخ ۲۹ ژوئن ۲۰۱۲ میلادی با ۱۵ رأی موافق، ۰ مخالف و ۰ ممتنع به تصویب رسید.